# Homenaje a Dos Leyendas (2021)
Homenaje a Dos Leyendas 2021 fue un evento de lucha libre profesional producido por Consejo Mundial de Lucha Libre. El evento estaba programado originalmente para el 20 de marzo de 2020, sin embargo, debido a la pandemia de COVID-19 se pospuso para el 17 de septiembre de 2021 desde la Arena México en Ciudad de México.

## Antecedentes

### Combates cancelados o modificados
Homenaje a Dos Leyendas de 2020 se planeó originalmente para tener la lucha entre Ángel de Oro, Flip Gordon y Niebla Roja contra la Nueva Generación Dinamita (El Cuatrero, Forastero & Sansón). Sin embargo, a mediados de ese mismo año, la empresa mexicana anunció el fin de la alianza con la empresa estadounidense Ring of Honor. El 11 de agosto de 2021, NGD fueron despedidos de la empresa.

## Homenaje
La vida y los logros de Salvador Lutteroth siempre se honran en el espectáculo anual de Homenaje a Dos Leyendas. Desde 1999, CMLL también ha honrado a una segunda persona, una leyenda de lucha libre, de alguna manera la versión de CMLL de su Salón de la Fama. En septiembre de 1933, Salvador Lutteroth González fundó la Empresa Mexicana de Lucha Libre (EMLL), que luego sería rebautizada como Consejo Mundial de Lucha Libre. Con el tiempo, Lutteroth se haría responsable de construir tanto Arena Coliseo en la Ciudad de México como Arena México, que se conoció como "La Catedral de Lucha Libre". Con el tiempo, EMLL se convirtió en la promoción de lucha libre más antigua del mundo, con 2018 como el 85 año de su existencia. Lutteroth a menudo se le atribuye ser el "padre de la Lucha Libre", que introdujo el concepto de luchadores enmascarados en México, así como las lucha de apuestas. Lutteroth murió el 5 de septiembre de 1987.
Para el show de 2020, CMLL honrará la vida y la carrera de Andrés Durán Reyes, mejor conocido bajo el nombre de Sangre Chicana.

## Resultados
- Diamond, Magia Blanca y Magnus derrotaron a Disturbio, El Coyote y Sangre Imperial.
  - Blanca cubrió a Disturbio después de un «Suplex».
- Dark Silueta, Princesa Sugehit y Reyna Isis derrotaron a Dalys, La Jarochita y Lluvia.
  - Silueta cubrió a Jarochita después de un «Roll-up».
- Euforia, Hechicero y Místico derrotaron a Atlantis Jr., Negro Casas y Último Guerrero por descalificación´.
  - Guerrero fue descalificado después de que Hechicero se quitará la máscara.
- Volador Jr. derrotó a Gran Guerrero y ganó la Copa Independencia.
  - Volador cubrió a Guerrero después de un «Canadian Destroyer».
- Bárbaro Cavernario derrotó a El Felino en una lucha de Cabellera vs. Cabellera.
  - Cavernario forzó a Felino a rendirse con la «Neblina».
  - Como consecuencia, Felino perdió su cabellera.